# Jarryd Goldberg
Jarryd Goldberg (13 november 1985 in Livingston, New Jersey) is een Amerikaanse voetbalspeler.

## Carrière

### College
Goldberg groeide op in Bernards Township, New Jersey, en woonde Ridge High School bij in Basking Ridge, New Jersey. Hij speelde universiteitsvoetbal bij Boston College en Boston University. Op de universiteit nam Goldberg deel aan de Maccabiade van 2005 en won een zilveren medaille bij het Amerikaanse team.

### Professioneel
Goldberg tekende bij Miami FC (spelende in de USL First Division) op 8 april 2006, na indruk te hebben gemaakt op de technische staf bij de training vóór het seizoen. Op 18 februari 2010 kondigde Miami FC een verlenging van het contract aan.

## Statistieken
| Club prestaties              | Club prestaties              | Club prestaties              | Competitie | Competitie | Kop      | Kop      | League Cup | League Cup | Continentaal  | Continentaal  | Totaal | Totaal |
| Seizoen                      | Club                         | Competitie                   | Wed        | Doel       | Wed      | Doel     | Wed        | Doel       | Wed           | Doel          | Wed    | Doel   |
| Verenigde Staten van Amerika | Verenigde Staten van Amerika | Verenigde Staten van Amerika | Competitie | Competitie | Open Cup | Open Cup | League Cup | League Cup | Noord Amerika | Noord Amerika | Totaal | Totaal |
| ---------------------------- | ---------------------------- | ---------------------------- | ---------- | ---------- | -------- | -------- | ---------- | ---------- | ------------- | ------------- | ------ | ------ |
| 2008                         | Miami FC                     | USL-1                        | 19         | 0          | 2        | 0        | 0          | 0          | 0             | 0             | 21     | 0      |
| 2009                         | Miami FC                     | USL-1                        | 25         | 0          | 0        | 0        | 0          | 0          | 0             | 0             | 25     | 0      |
| Totaal                       | Verenigde Staten van Amerika | Verenigde Staten van Amerika | 44         | 0          | 2        | 0        | 0          | 0          | 0             | 0             | 46     | 0      |
| Carrièretotaal               | Carrièretotaal               | Carrièretotaal               | 44         | 0          | 2        | 0        | 0          | 0          | 0             | 0             | 46     | 0      |